# 天池町 (稲沢市)
天池町（あまいけちょう）は、愛知県稲沢市の地名。

## 地理
稲沢市北部に位置する。東は天池遠松町、北は天池牧作町に接する。

### 学区
|      | 小学校             | 中学校             | 高等学校 |
| ---- | ------------------ | ------------------ | -------- |
| 全域 | 稲沢市立清水小学校 | 稲沢市立明治中学校 | 尾張学区 |

## 歴史

### 町名の由来
同名の池に由来するとみられる。池の名称は、水が涸れない池であることを天の恵みと考えたことによるという。

### 沿革
- 1889年（明治22年） - 天池村が光堂村大字天池となる[2]。
- 1902年（明治35年） - 光郷村大字天池となる[2]。
- 1906年（明治39年） - 明治村大字天池となる[2]。
- 1955年（昭和30年） - 稲沢町大字天池となる[2]。
- 1958年（昭和33年） - 稲沢町大字天池が稲沢市天池町となる[2]。
- 1970年（昭和45年） - 一部が桜木町・朝府町に編入される[2]。
- 1978年（昭和53年） - 一部が平蜂ノ坪町・竹腰東町・竹腰本町・竹腰北町に編入される[2]。
- 1981年（昭和56年） - 一部が天池伝代町・天池西町・天池東町・天池金山町・天池牧作町・天池遠松町・天池光田町・天池浪寄町・天池五反田町にそれぞれ編入される[2]。

## 交通
- 愛知県道稲沢祖父江線[1]

### WEB
1. ↑  “愛知県稲沢市の郵便番号一覧”.   日本郵便. 2023年11月11日閲覧。
2. ↑  “市外局番の一覧” (PDF).   総務省 (2022年3月1日). 2022年3月22日閲覧。
3. 1 2  稲沢市役所 教育委員会事務局 学校教育課 学習支援グループ (2020年4月9日). “住所50音順通学区域（小・中学校）”.   稲沢市. 2024年5月28日閲覧。

### 書籍
1. 1 2 3  「角川日本地名大辞典」編纂委員会 1989, p. 1588.
2. 1 2 3 4 5 6 7 8 9 10  「角川日本地名大辞典」編纂委員会 1989, p. 113.